# كارميليتا غيراغتي
كارميليتا غيراغتي (بالإنجليزية: Carmelita Geraghty)‏ هي رسامة وممثلة أمريكية، ولدت في 21 مارس 1901 في روشفيل في الولايات المتحدة، وتوفيت في 7 يوليو 1966 في مانهاتن في الولايات المتحدة بسبب نوبة قلبية.

## وصلات خارجية
- كارميليتا غيراغتي على موقع IMDb (الإنجليزية)
- كارميليتا غيراغتي على موقع ألو سيني (الفرنسية)
- كارميليتا غيراغتي على موقع أول موفي (الإنجليزية)
- كارميليتا غيراغتي على موقع قاعدة بيانات الأفلام السويدية (السويدية)
- كارميليتا غيراغتي على موقع قاعدة بيانات الفيلم (الإنجليزية)
- كارميليتا غيراغتي على موقع كينوبويسك (الروسية)